# Torbay (Neuseeland)

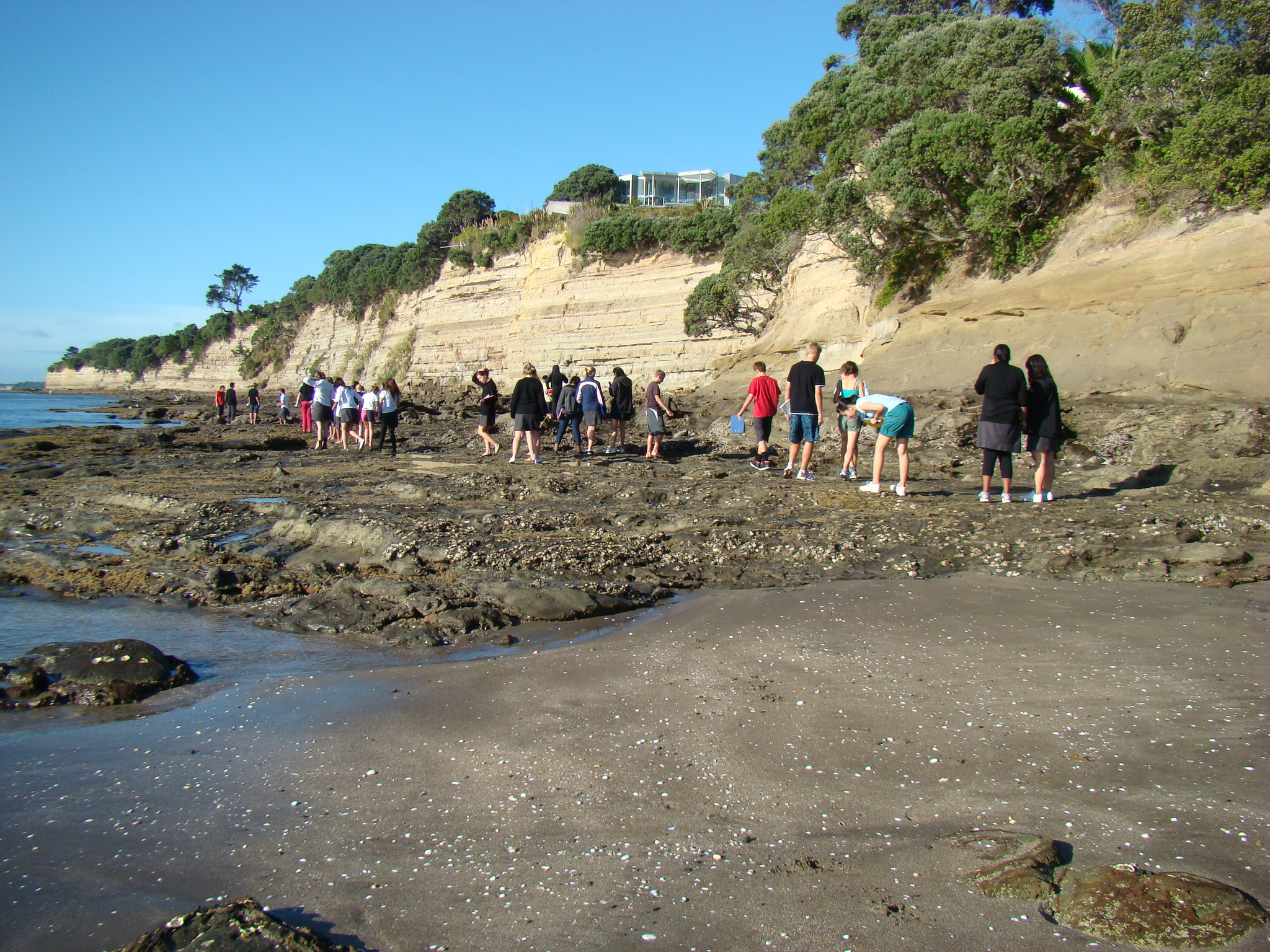
Waiake Beach

Torbay ist ein etwa 17 Kilometer nördlich des Stadtzentrums gelegener Vorort von Auckland in Neuseeland. Verwaltet wird er vom Auckland Council.

## Geschichte
Der Name des Ortes leitet sich von der gleichnamigen Verwaltungseinheit Torbay im Süden Englands ab.
Laut einer Volkszählung im Jahre 2013 hatte der Ort in jenem Jahr 4899 Einwohner.

## Sehenswürdigkeiten
Sehenswürdigkeiten des Ortes sind der nördlich gelegene Long Bay Regional Park, welcher mit seinem kilometerlangen Sandstrand und Wanderwegen jedes Jahr etwa eine Million Besucher anzieht und mehrere kleine öffentliche Strände, wie Waiake Beach, Torbay Beach, Winstone’s Cove und Ladder Bay.